# North American A-27
Норт Амерікен A-27 (англ. North American A-27) — штурмова модифікація навчального літака North American BC-1A.

## Історія
Створивши вдалий і дешевий тренувальний літак компанія North American вирішила створити на його базі штурмовик для експорту в небагаті країни. Перший прототип NA-44 з двигуном Wright R-1820-F52 потужністю 750 к.с. випробовувався літом 1938 року. В 1940-41 році було виготовлено 40 літаків — 10 NA-69 для Таїланду і 30 NA-72 для Бразилії.
NA-69 не встигли надійти до Таїланду до японського вторгнення, тому вони надійшли армії США під позначенням A-27 і були передані американським частинам на Філіппінах. Там вони ввійшли в 2-у розвідувальну ескадрилью, в складі якої здійснили декілька бойових вильотів, але були швидко знищені на землі чи в небі.
Бразильські NA-72 після вступу країни в війну залучались до патрулювання прибережних вод. Літаки декілька разів атакували німецькі субмарини, але жодну не було потоплено.

## Основні модифікації
- A-25 (NA-69) — експортний варіант для Таїланду, оснащувався двигуном Wright R-1820-75 потужністю 750 к.с. (10 екз.)
- NA-72 — експортний варіант для Бразилії з двигуном Pratt & Whitney R-1340-S1H1[en] потужністю 600 к.с. (30 екз.)

## Тактико-технічні характеристики
Дані з Ударная авиация Второй Мировой — штурмовики, бомбардировщики, торпедоносцы

### Технічні характеристики
|                       |                       | NA-69            | NA-72                       |
| --------------------- | --------------------- | ---------------- | --------------------------- |
| Довжина               | Довжина               | 8,84 м           | 8,2 м                       |
| Висота                | Висота                | 3,66 м           | 3,9 м                       |
| Розмах крил           | Розмах крил           | 12,8 м           | 12,95 м                     |
| Площа крил            | Площа крил            | 25,7 м²          | 23,98 м²                    |
| Маса                  | пустого               | 2050 кг          | 1791 кг                     |
| Маса                  | максимальна злітна    | 3039 кг          | 2887 кг                     |
| Двигун                | Двигун                | Wright R-1820-75 | Pratt & Whitney R-1340-S1H1 |
| Потужність            | Потужність            | 750 к. с.        | 600 к. с.                   |
| Максимальна швидкість | Максимальна швидкість | 402 км/год       | 330 км/год                  |
| Дальність польоту     | Дальність польоту     | 925 км           | 1200 км                     |
| Практична стеля       | Практична стеля       | 8535 м           | 6550 м                      |
| Швидкопідйомність     | Швидкопідйомність     |                  | 6,3 м/с                     |

### Озброєння
Стрілецьке
- курсове:
- NA-69 — 4 × 7,62-мм кулемети (два в крилах і два в фюзеляжі)
- NA-72 — 2 × 7,62-мм кулемети в крилах
- захисне — один 7,62-мм кулемет в кабіні стрільця

Бомбове
- NA-69 — 182 кг бомб (4 × 45,4 кг бомби під фюзеляжем)
- NA-72 — 160 кг бомб